# Le Magicien de la ville d'émeraude
Pour plus de détails, voir Fiche technique et Distribution.
Le Magicien de la ville d'émeraude, sous-titré La Route de briques jaunes (titre original : Волшебник Изумрудного города. Дорога из жёлтого кирпича), est un film d'aventures russe réalisé par Igor Volochine (ru) et sorti en 2025. Le film mélange animation et prise de vues réelles.
Il s'agit d'une adaptation du roman éponyme d'Alexandre Melentievitch Volkov, lui-même inspiré par l'univers du Magicien d'Oz de Lyman Frank Baum.

## Synopsis
Dans une ville lointaine vit une petite fille nommée Ellie. Un jour, la méchante sorcière Guinguema provoque une tornade pour détruire l'humanité, qui emporte Ellie et son chien Totochka au pays des Munchkins. Pour rentrer chez eux, Ellie et ses amis — l'épouvantail, le bûcheron et le lion poltron — suivent le chemin de briques jaunes jusqu'à la cité d'émeraude, à la recherche du magicien qui exaucera leurs vœux.

## Fiche technique
- Titre français : Le Magicien de la ville d'émeraude : La Route de briques jaunes[2]
- Titre original russe : Волшебник Изумрудного города. Дорога из жёлтого кирпича, Volchebnik Izoumroudnogo goroda. Doroga iz jioltogo kirpitcha[3]
- Réalisation : Igor Volochine (ru)
- Scénario : Timofeï Dekine, Roman Nepomniachtchi, d'après l'ouvrage de Alexandre Melentievitch Volkov
- Photographie : Mikhaïl Milachine
- Décors : Sergueï Aguine
- Production : Piotr Anourov, Alexandre Gorokhoiv, Vadim Verechtchaguine
- Société de production : Studio CGF (ru)
- Pays de production :  Russie
- Langue originale : russe
- Format : couleurs
- Genre : Film d'aventures de fantasy
- Durée : 103 minutes
- Dates de sortie : 
  - Russie : 1er janvier 2025

## Distribution
- Iekaterina Tcherkova : Ellie
- Iouri Kolokolnikov : Jelezny Drovossek
- Arthur Vakha (ru) : le lion poltron (voix)
- Svetlana Khodtchenkova : Bastinda
- Vassilina Makovtseva (ru) : Guinguema
- Dmitri Tcherbotariov (ru) : Urfin Jus
- Sergueï Epichev : l'ogre